# Kerstin Förster
Kerstin Förster, född den 9 november 1965 i Cottbus i Tyskland, är en östtysk roddare.
Hon tog OS-guld i scullerfyra i samband med de olympiska roddtävlingarna 1988 i Seoul.